# Vanished (christelijke film)
Vanished (Verdwenen) is een Amerikaanse christelijke actie- en sciencefiction-documentaire uit 1998, uitgebracht door Cloud Ten Pictures. De film speelt zich af in de eindtijd, zoals beschreven in de Openbaring van Johannes.

## Verhaal
Zonder waarschuwing verdwijnen miljoenen mensen van de aarde met de opname van de gemeente. De uren daarna wordt de mensheid uit elkaar gescheurd als chaos het land regeert. Het wordt de tijd van de Grote Verdrukking voor diegene die zijn achtergelaten.
Deze documentaire wordt aan elkaar gepraat door Pastor John Hagee, die vertelt over wat er in de Bijbel staat over de eindtijd, de opname van de gemeente en de opkomst van de antichrist.
Hij gebruikt in deze documentaire voorbeelden uit onder andere de film Apocalypse, waarin Franco Macalousso als president van de Europese Unie de antichrist is.